# Престън (окръг, Западна Вирджиния)
Окръг Престън (на английски: Preston County) е окръг в щата Западна Вирджиния, Съединени американски щати. Площта му е 1686 km², а населението – 33 832 души (2012). Административен център е град Кингуд.